# Chi Andromedae

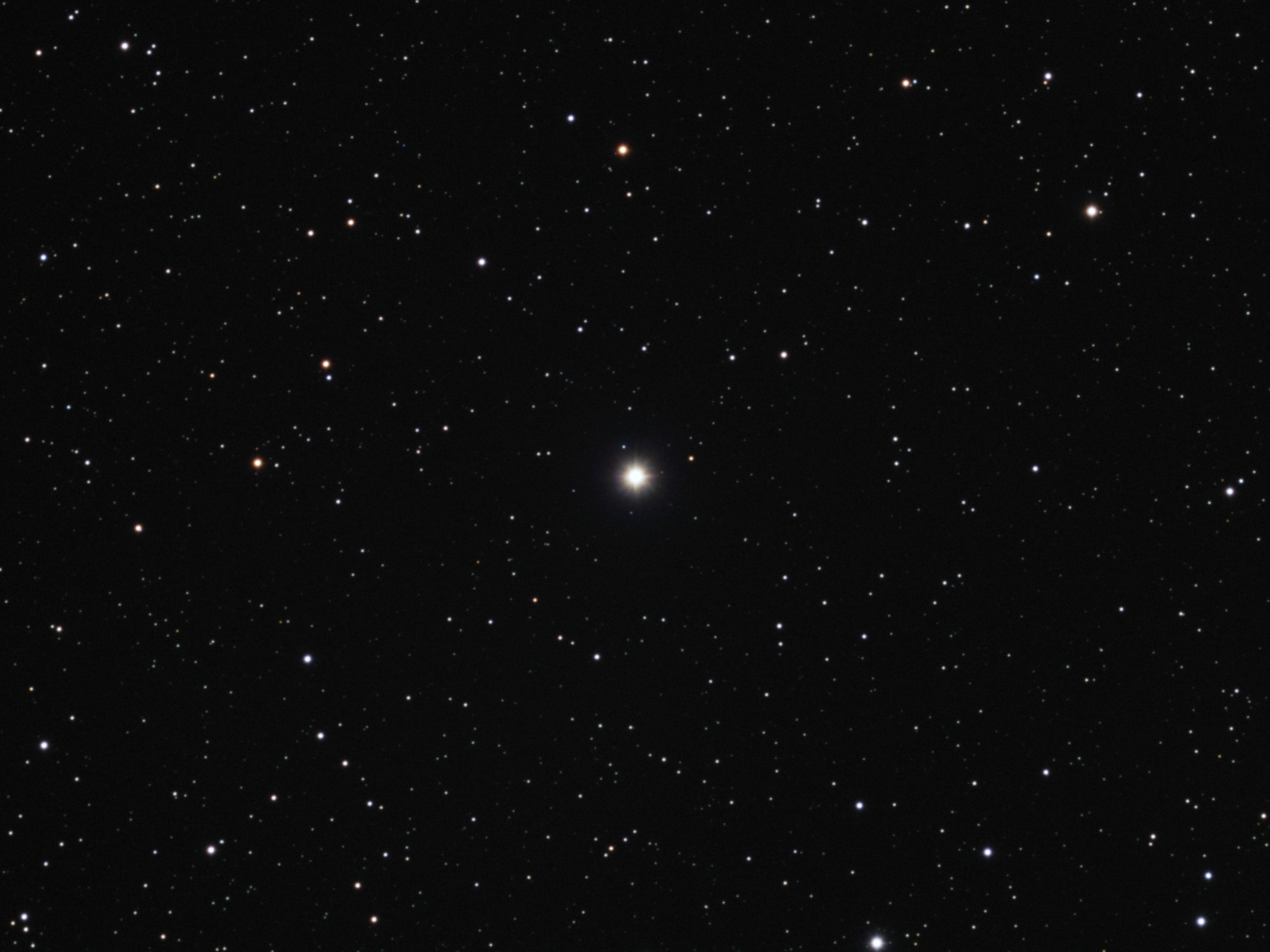
χ Andromedae im optischen Licht

χ Andromedae (Chi Andromedae, kurz χ  And) ist ein mit dem bloßen Auge gerade noch wahrnehmbarer Stern im nördlichen Sternbild Andromeda. Seine scheinbare Helligkeit beträgt 5,01m. Nach Parallaxen-Messungen der Raumsonde Gaia ist er etwa 264 Lichtjahre von der Erde entfernt.
Höchstwahrscheinlich ist χ And ein spektroskopischer Doppelstern. Dies war bereits 1926 von J. H. Moore vermutet worden. Der Begleiter umkreist die Hauptkomponente mit einer Umlaufszeit von etwa 20,8 Jahren auf einem mäßig elliptischen Orbit, dessen Exzentrizität 0,37 beträgt. Der Hauptstern gehört der Spektralklasse G8 III an. Er hat also bereits den Wasserstoff-Vorrat in seinem Inneren mittels Kernfusion zu Helium verbrannt und sich von der Hauptreihe weg zu einem gelb leuchtenden Riesenstern entwickelt. Nach einer Studie der Forschergruppe um Alessandro Massarotti et al. besitzt der Hauptstern rund 9 Sonnendurchmesser und 47 Sonnenleuchtkräfte. Kalkulationen aus Gaias Messdaten ergeben für ihn etwa 2,8 Sonnenmassen, 10,3 Sonnendurchmesser sowie 68 Sonnenleuchtkräfte. Die effektive Temperatur seiner äußeren Atmosphäre beträgt ungefähr 5070 Kelvin und ist somit etwas niedriger als jene der Sonne. Er dreht sich relativ langsam mit einer projizierten Rotationsgeschwindigkeit von etwa 17 km/s um seine eigene Achse. Sein Begleiter ist vermutlich ein Hauptreihenstern der Spektralklasse G oder K.